# Kendra Pierre-Louis
Kendra Pierre-Louis là một phóng viên khí hậu kiêm nhà báo người Mỹ. Cô hiện đang làm việc tại Gimlet Media với tư cách là một phóng viên và nhà sản xuất của podcast How to Save a Planet, có sự tham gia của Alex Blumberg và Ayana Elizabeth Johnson.

## Sự nghiệp
Pierre-Louis trước đây làm việc tại The New York Times và Popular Science. Những bài viết của cô cũng đã xuất hiện trên Aeon, FiveThirtyEight, Sierra, InsideClimate News, Newsweek và The Washington Post. Cô cũng từng là nhà nghiên cứu cho Terrapin Bright Green, một công ty tư vấn môi trường và hoạch định chiến lược.
Cuốn sách năm 2012 của cô, Green Washed: Why We Can’t Buy Our Way to a Green Planet, lập luận rằng hành động cá nhân hay tiêu dùng tư bản không hỗ trợ cho hoạt động vì khí hậu. Cuốn sách được đánh giá tích cực bởi nhà phê bình Climate and Capitalism Ian Angus. Kirkus Reviews gọi cuốn sách là "một cuộc điều tra sơ sài nhưng tiết lộ nhiều thứ."
Pierre-Louis là tác giả nổi bật trong cuốn sách All We Can Save, đóng góp một bài luận thẩm tra xem đất nước hư cấu Wakanda có thể dạy chúng ta những gì về thích ứng với biến đổi khí hậu.

## Đời tư
Pierre-Louis là một người Mỹ có cha mẹ là người Haiti, lớn lên nói tiếng Tây Ban Nha và Creole Haiti.
Cô có một bằng Thạc sĩ Khoa học Viết từ Viện Công nghệ Massachusetts, một bằng Thạc sĩ Phát triển bền vững từ Viện sau đại học SIT, và Cử nhân Kinh tế từ Đại học Cornell. Trong quá trình học sau đại học, cô đã nhận được học bổng của Đại học Taylor/Blakeslee về viết báo khoa học.
Cô đã nhiều lần chỉ trích mayonnaise, thậm chí còn xuất bản một bài luận trên tạp chí Popular Science vào năm 2017, gọi loại gia vị này là "kinh tởm".

## Giải thưởng và ghi nhận
Pierre-Louis đã nhận được "Học bổng của Học viện Sagebrush Country" vào năm 2015 và "Học bổng Bringing Home the World" từ Trung tâm Quốc tế dành cho Nhà báo vào năm 2016. Năm 2017, Pierre-Louis được National Press lựa chọn là tham gia khóa đào tạo phóng viên môi trường quốc gia. Năm 2020, Pierre-Louis được Đại học Wisconsin-Madison vinh danh là "Science Writer in Residence".
Vào năm 2019, Bustle đã đặt tên cô là một trong "25 nhà khoa học và chuyên gia khí hậu cần theo dõi trên Twitter" để biết thông tin về khí hậu. Cô cũng có bài phát biểu quan trọng tại Hội nghị chuyên đề đạo đức truyền thông Oppenheimer 2019 tại Đại học Idaho.